# Japan i olympiska sommarspelen 1960
Japan deltog med 162 deltagare vid de olympiska sommarspelen 1960 i Rom. Totalt vann de fyra guldmedaljer, sju silvermedaljer och sju bronsmedaljer.

## Medaljer

### Guld
- Nobuyuki Aihara, Yukio Endo, Takashi Mitsukuri, Takashi Ono, Masao Takemoto och Shuji Tsurumi - Gymnastik, mångkamp.
- Nobuyuki Aihara - Gymnastik, fristående.
- Takashi Ono - Gymnastik, hopp.
- Takashi Ono - Gymnastik, räck.

### Silver
- Masayuki Matsubara - Brottning, fristil, flugvikt.
- Takashi Ono - Gymnastik, mångkamp.
- Masao Takemoto - Gymnastik, räck.
- Tsuyoshi Yamanaka - Simning, 400 m frisim .
- Yoshihiko Osaki - Simning, 200 m bröstsim .
- Makoto Fukui, Hiroshi Ishii, Tsuyoshi Yamanaka och Tatsuo Fujimoto - Simning, 4 x 200 m frisim.
- Yoshinobu Miyake - Tyngdlyftning, 56 kg.

### Brons
- Kiyoshi Tanabe - Boxning, flugvikt.
- Shuji Tsurumi - Gymnastik, bygelhäst.
- Takashi Ono - Gymnastik, ringar.
- Takashi Ono - Gymnastik, barr.
- Satoko Tanaka - Simning, 100 m ryggsim.
- Kazuo Tomita, Koichi Hirakida, Yoshihiko Osaki och Keigo Shimuzu - Simning, 4 x 100 m medley.
- Yoshihisa Yoshikawa - Skytte, fripistol.